# エレーナ・グロ

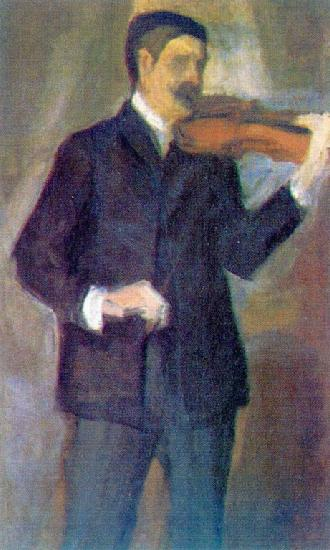
エレーナ・グロ作「ミハイル・マチューシン」(1910)

エレーナ（エレオノーラ）・ゲンリホヴナ・グロ（ロシア語: Еле́на (Элеоно́ра) Ге́нриховна Гуро́,英語: Elena Genrikhovna Guro、1877年グレゴリオ暦5月30日、ユリウス暦5月18日 - 1913年グレゴリオ暦5月6日、ユリウス暦4月23日）は、20世紀初頭のロシアのロシア未来派（ロシア・アヴァンギャルド）の作家、詩人、画家。文学団体「立体未来派」の創始者の一人。象徴主義後のアヴァンギャルド芸術の誕生に関わった。

## 生涯
1877年にサンクト・ペテルブルクで誕生。父ハインリヒ・ヘルムート（ステパノヴィチ）・グロは、高位の軍人で、サンクト・ペテルブルク軍管区本部の書記、ウラジミール・アレクサンドロヴィチ大公下の警備大臣を務めた。姓であるグロGouraudは、ドイツ語化されたフランスのHuguenotsに由来する。母はアンナ・ミハイロフナ（旧チスタコワ）。母方の祖父は、「子ども雑誌」の出版者であり、教師、子ども読物作家のミハイル・B.チシャコフ。姉エカテリーナ・ニーゼンは未来派の出版活動に参加した。 1880年代、グロ一族はポスコニの地方プスコフの近くのノボセリ村に定住していた。そこで、彼らは毎年夏に一年の半分を過ごし、冬の間だけ家族はサンクトペテルブルクのルーガの邸宅に移った。
グロは自宅で美術教育を受けた。次いで、1890年から1893年まで帝国奨励芸術協会で学び、1903年から1905年までは、彼女は国立美術アカデミー教授のジャン. F. ツィオングリンスキーの教えを彼の個人スタジオで受けて絵画を作成し、そこで将来の夫である音楽家、前衛芸術家のミハイル・マチューシンと出会う。当時マチューシンはロシア未来派の主要人物の一人であった。1904年（または1906年）に彼らは結婚した。1906年から1907年にかけて、グロとマチューシンはエリザヴェータ・ズバンツェヴァの学校に移り、レオン・バクストやムスチスラフ・ドブジンスキーやクズマ・ペトロフ・ヴォドキンとともに働いた。
1905年、グロはジョルジュ・サンドの童話のロシア語訳に解説を付けた。また、この年、彼女は最初の散文作品を発表したので、これが活動開始に当たる。1909年に、彼女は最初の物語、詩、劇「シャルマンカ」を出版した。グロの生きている間は、その作品は完売せず、残りのコピーは彼女の死後再び販売された。ヴャチェスラフ・イヴァーノフ、レフ・シェストフ、アレクセイ・レーミゾフ、アレクサンドル・ブロークは、グロと個人的に知り合い、「プリボーイ」年鑑でグロの詩を紹介し、彼女の作品と個性に常に関心を示し、書くものに共感して反応した。
1908年から1910年にかけて、グロとマチューシンは、ロシアの立体未来派の新興団体の構成員であった。「ブジェトリャーニン（未来人）」を自称するダヴィド・ブリュリーク、ワシリー・カメンスキー、ヴェリミール・フレブニコフらは、サンクト・ペテルブルクのペソチナヤ通りにあるマチューシンの家を拠点とし、芸術と文学について議論するための中心的な出会いの場となった。出版社「クレーン」がそこに設立され、1910年に最初の立体未来派コレクション『裁判官の檻』が出版され、グロも共作者の一人として参加した。一方で、1909年と1910年には、ニコライ・イワノヴィチ・クルビンが率いる印象派グループの展覧会に参加。また、 1910年から1913年にかけては、左派「青年連合」などの展覧会に積極的に出品した。1912年に、グロは、同じ名前の劇、著者によるいくつかの断片とイラストを含む2番目の本『秋の夢』を公開。これはイヴァーノフによる好評を得た。この彼女の最も知られた書籍は、主に詩で構成されているが、日記の断片を含んでいる。
グロは、1913年にフィンランド大公国にあったカレリア地峡のウーシキルコの町にあった彼女のダーチャで白血病で死去した。人々は彼女をフィンランドの墓地に埋めた。墓は今では所在不明である。死の前夜に、彼女は「貧しい騎士」をほぼ完成していた同年、未来派はコレクション『3』を彼女の追悼に当てた。この本には、フレブニコフ、アレクセイ・クルチョーヌイフの詩、およびグロ自身の没後出版物が含まれている。幾つかの詩と2つの散文作品が、『3』および雑誌『青年団』の中で同年中に発表されることとなった。1914年には、『空の小さなラクダ』が出版された。グロの作品は、未来派に否定的な態度をとっていた批評家など、さまざまな批評家からも好感を以て迎え入れられた。たとえば、詩人であり批評家であったウラジスラフ・フェリツィアノヴィチ・ホダセーヴィチなどは、グロを他の未来派と別論して賞賛した。 1910年代の若いサンクト・ペテルブルクの詩人の間では、グロの崇拝者があり、「砂の家」と呼ばれる彼女に捧げられた出版社が存在した。一方、「クレーン」も存続していた。

## 作品

### 詩集
- ハーディ・ガーディ（1909年）
- 秋の夢（1912年）
- 貧しい騎士（1913年）
- 空の小さなラクダ（1914年）

ほかに、未来派による『3』（1913年）には、グロの最も有名な詩「フィンランド」が含まれている。
グロ作品は、絵画、詩と散文の融合、生活の印象派的知覚、簡潔な歌詞の詩の詩学（小説家アレクセイ・ミハイロヴィチ・レーミゾフの影響、アンドレイ・ベリーによる「交響詩」、ボードレールと彼に関連する伝統）、自由詩、実験的詩作（「フィンランド」）などの特徴を持つ。また、グロの詩は、彼女が長い間住んでいたフィンランドに関連している。